# アウディ・A7

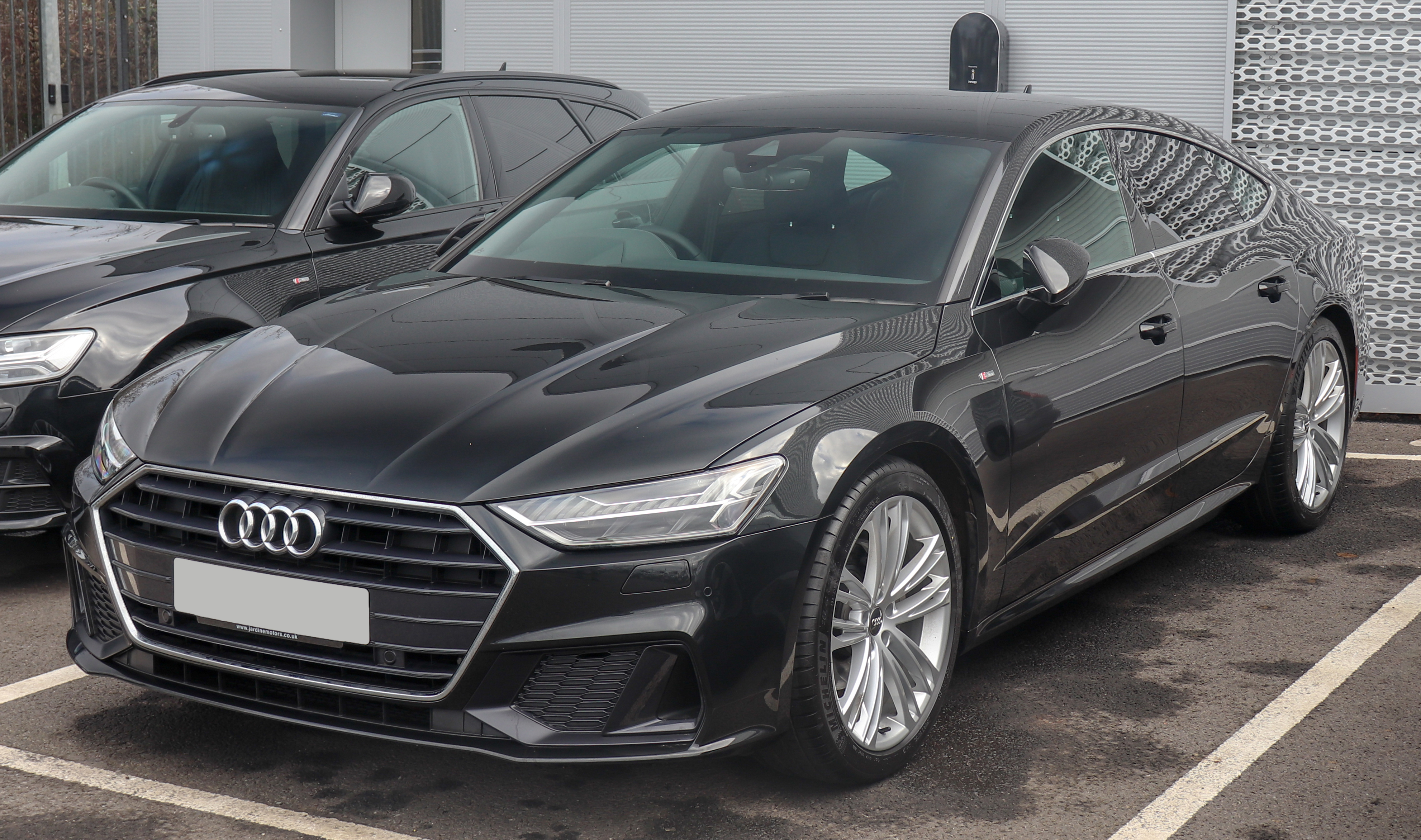
アウディ A7

A7（エーセブン）は、ドイツの自動車メーカーアウディが2010年より製造している5ドアハッチバック型高級乗用車である。

## 概要

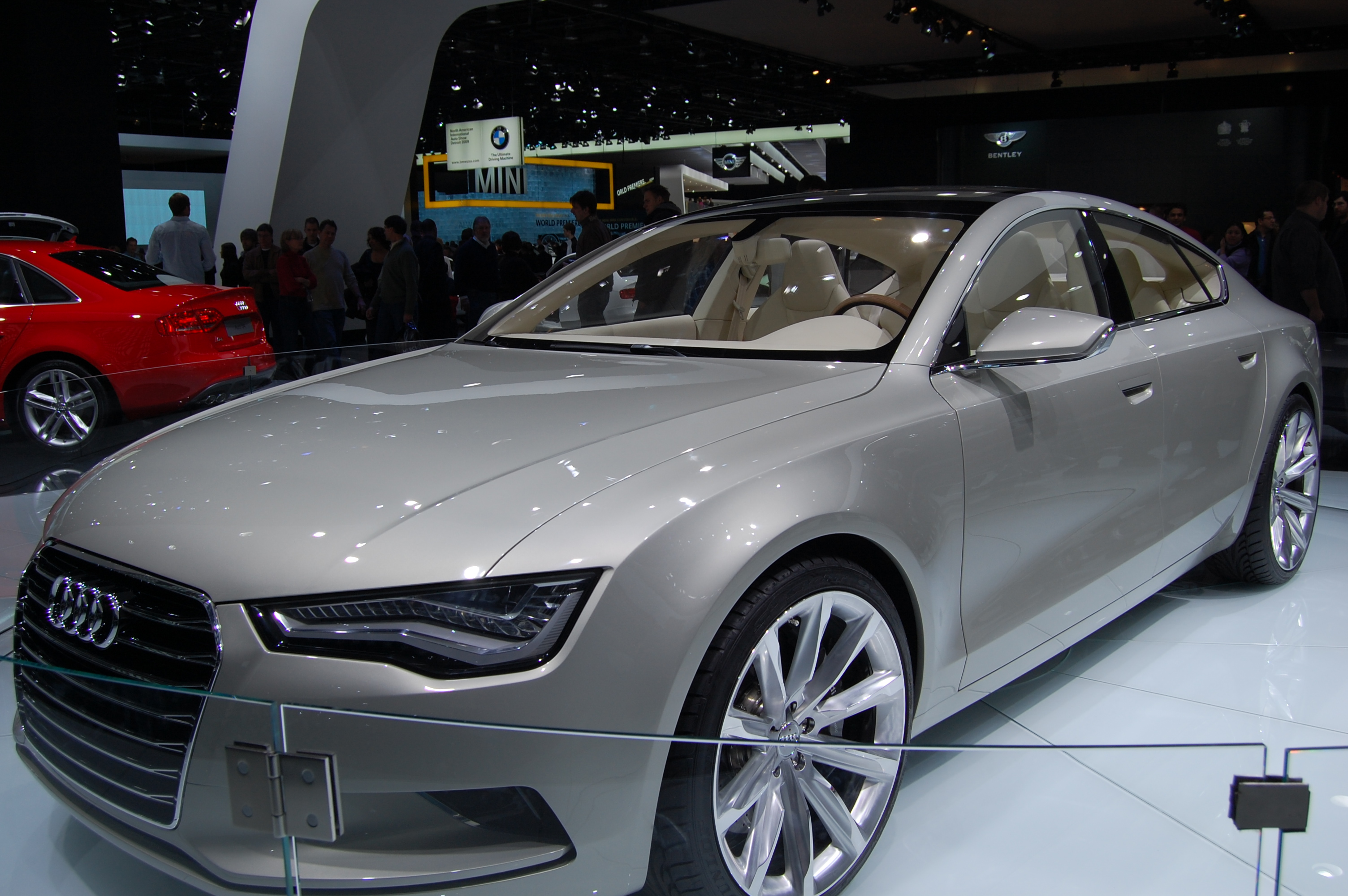
スポーツバックコンセプト

2009年の北米国際オートショーにコンセプトカー、「スポーツバックコンセプト」が出品され、その市販版として2010年のモンディアル・ド・ロトモビルにA7スポーツバックとして出品、同年秋に欧州での販売が開始された。また日本国内では2011年5月に3Lスーパーチャージャー付ガソリンエンジン車が発売された。
同社のA6とA8の中間に属するモデルであり、車型は5ドアハッチバック。アウディは4ドアクーペと呼称しており、デザイナー曰く、後部のデザインはアウディのグループ企業であるランボルギーニのミウラが意識されているという。ドアはサッシュレスドアである。
製造はドイツ ネッカーズルム工場においてA6シリーズやA8セダンとともに行われる。

## 初代（2010年-2018年）

### A7 Sportback
2010年7月26日、発表。実車は同年9月30日、パリモーターショーにて初公開された。
ガソリンエンジンはスーパーチャージャーを装備した3.0L V型6気筒と同2.8L NAの2種類が用意される。ディーゼルは3.0L V6のみであるが、最高出力245PSと204PSの2仕様が設定される。トランスミッションは四輪駆動車に7速Sトロニックが、FF車にはCVTが組み合わせられる。駆動方式はクワトロシステムが採用された四輪駆動車のほか、2.8Lガソリン車および204 PS仕様のディーゼル車にはFF車も用意される。なお日本にはFF車は導入されず、四輪駆動車で右ハンドルのみとなる。
プラットフォームにはMLBプラットフォームが採用され、C7系A6と共通のスチールモノコック構造が採用されるが、外板の多くはアルミ製となっている。
タイヤにはアウディと横浜ゴムが共同開発した「ADVAN Sport」が採用された。ADVAN Sportの採用はアウディとしてはS6、S8、Q7に次いで4車種目となる。
2014年5月22日、欧州にてマイナーチェンジモデルを発表。3.0L直噴V型6気筒ターボディーゼルが投入され、最高出力は218psと272psが用意された。エクステリアはバンパー、グリル、ヘッドライト、テールランプ、マフラーなどのデザインを変更。また「マトリックスLEDヘッドライト」をオプション設定した。
2014年7月14日、欧州にて「3.0TDI コンペティション」を発表。アウディのディーゼルターボエンジン「TDI」の誕生25周年を記念したモデルで、最高出力326hp（オーバーブーストモードでは346hp）、最大トルク66.3kgmを発揮する3.0LV型6気筒ディーゼルターボを搭載する。
2014年11月19日、ロサンゼルスモーターショーにて燃料電池PHVのコンセプトカー「h-tronクワトロ」を初公開した。

#### 日本での販売
2011年5月17日、発表。同日販売が開始された。導入されるのはスーパーチャージャーを装着した3.0L V型6気筒ガソリン直噴エンジンを搭載した「3.0 TFSI」のみで、トランスミッションは7速Sトロニック、駆動方式はクワトロ（4WD）である。
2013年7月23日、一部装備変更。安全性が強化された。
2015年4月7日、マイナーチェンジモデルを同月21日より販売すると発表した。パワートレインは333ps（245kW）を発揮するスーパーチャージャー付き3.0LV型6気筒（TFSI）に加え、252ps（185kW）を発揮する2.0L直列4気筒エンジンを搭載する「2.0 TFSI quattro」を8月より追加する。エクステリアではシングルフレームグリルの角が強調されたほか、ボンネットや前後バンパーの形状も変更された。ヘッドライトにはマトリクスLEDヘッドライトを採用。後席は2人掛けから3人掛けへと変更され、乗車定員が4人から5人に変更された。
| 日本でのグレードおよびスペック      | 日本でのグレードおよびスペック           | 日本でのグレードおよびスペック | 日本でのグレードおよびスペック | 日本でのグレードおよびスペック | 日本でのグレードおよびスペック | 日本でのグレードおよびスペック |
| グレード                            | エンジン                                 | 排気量                         | 最高出力・最大トルク           | 変速機                         | 駆動方式                       | 発売時期                       |
| ----------------------------------- | ---------------------------------------- | ------------------------------ | ------------------------------ | ------------------------------ | ------------------------------ | ------------------------------ |
| A7 スポーツバック 3.0 TFSI クワトロ | V型6気筒 スーパーチャージャー DOHC/EA837 | 2,994cc                        | 300PS/44.9kg・m                | 7速DCT                         | クワトロ                       | 2011年5月-                     |

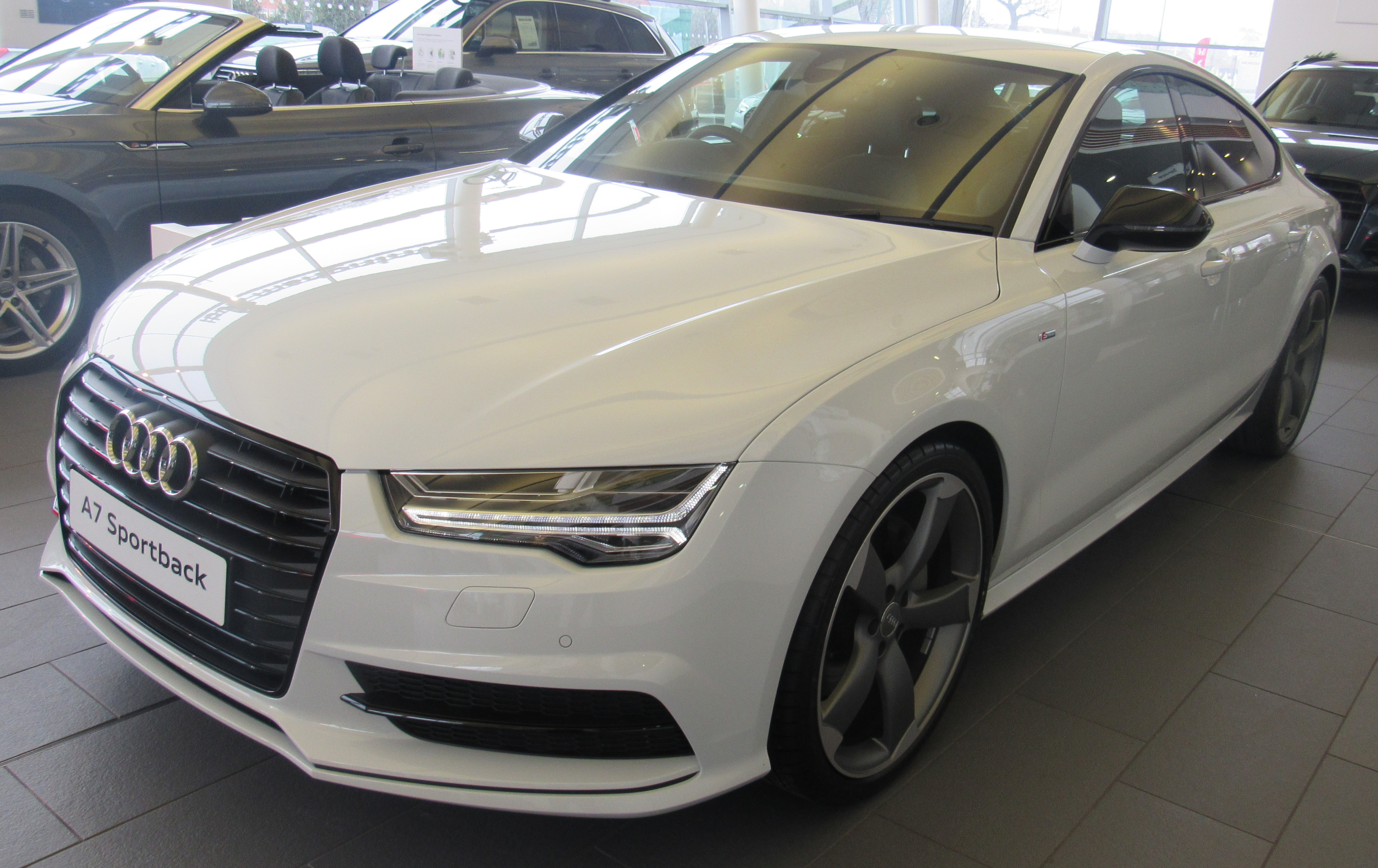
Audi A7 Sportback 改良型（フロント）
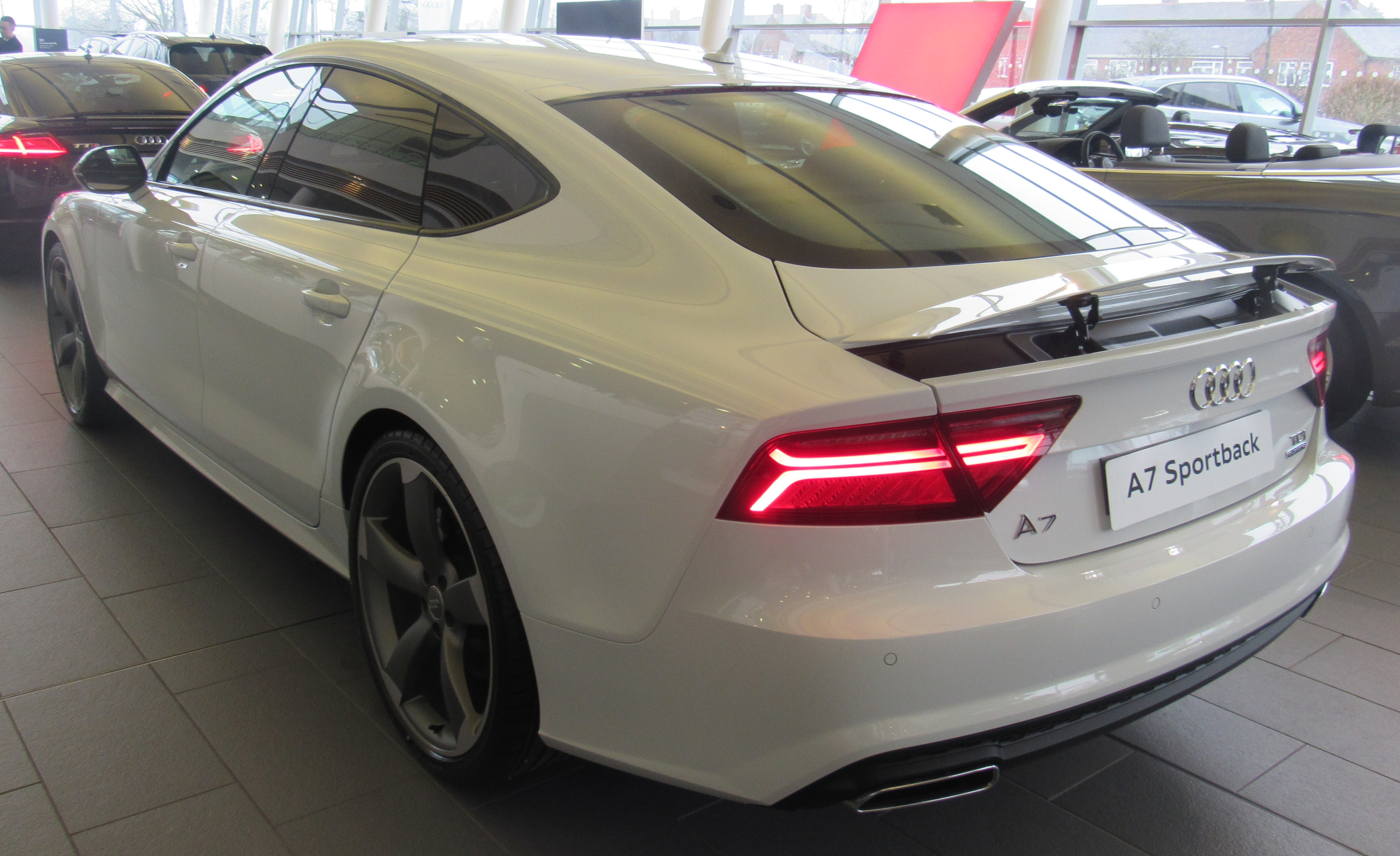
Audi A7 Sportback 改良型（リア）
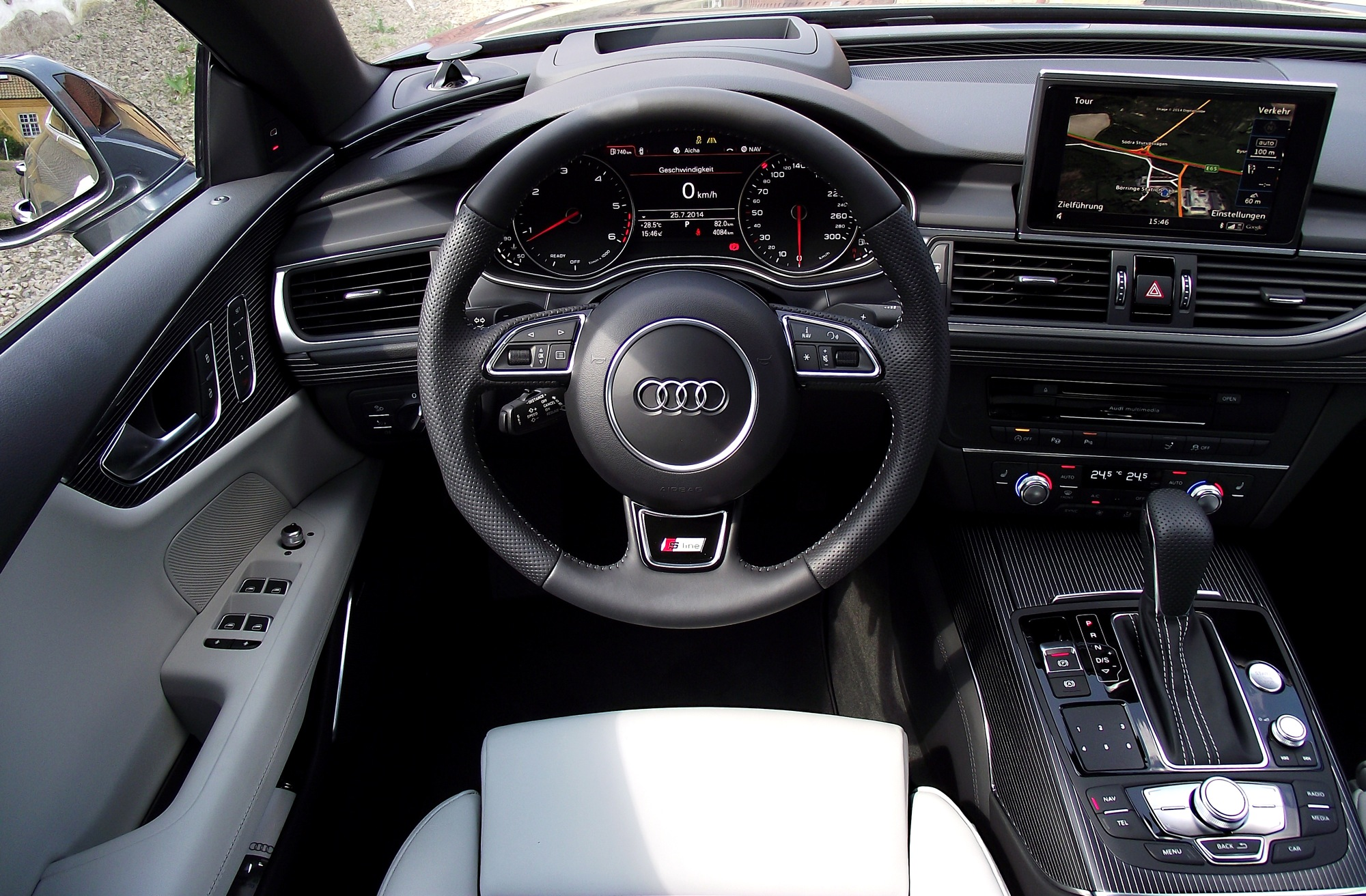
Audi A7 Sportback 改良型（インテリア）
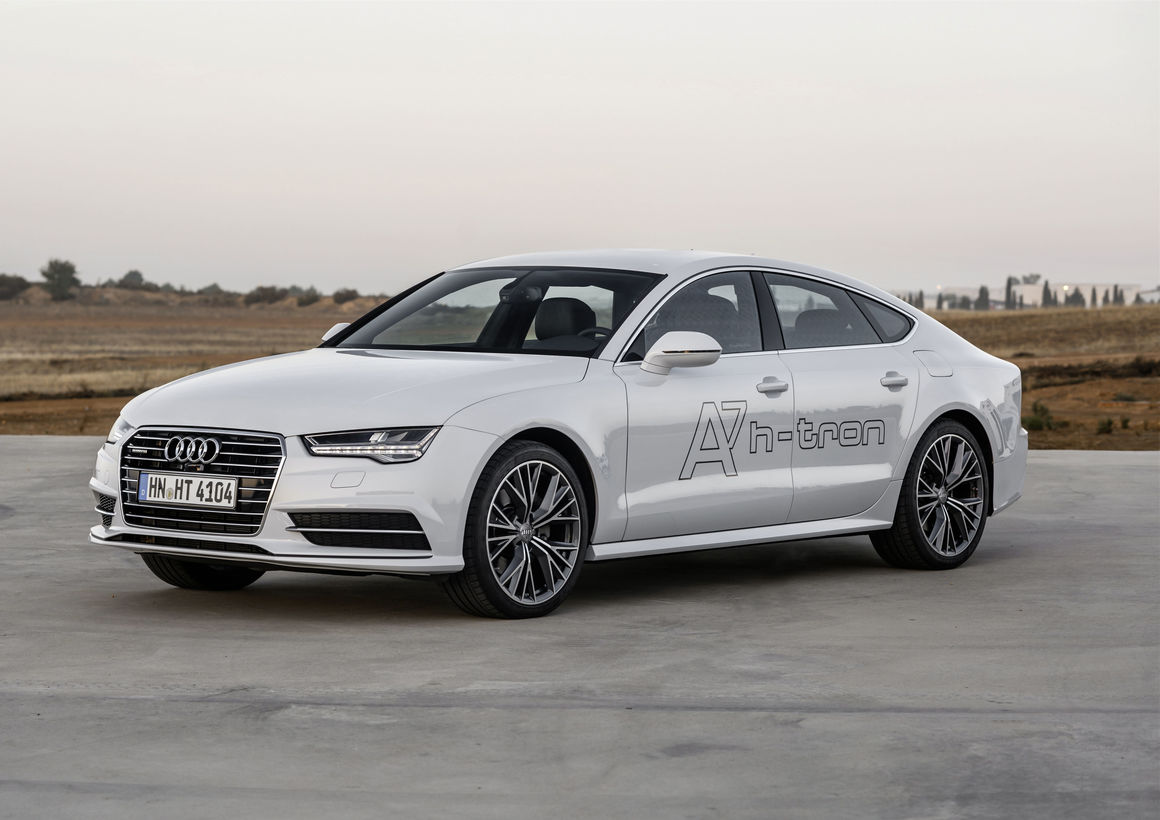
Audi A7 Sportback h-トロンクワトロ

### S7 Sportback
2011年9月13日、フランクフルトモーターショーにて「A7 Sportback」の高性能モデルである「S7 Sportback」を初公開。4.0LV型8気筒ガソリンエンジンを搭載し、専用グリルやバンパー、19インチアルミホイールなどを装備する。
2014年5月22日、欧州にてマイナーチェンジモデルを発表。実車は同年10月2日、パリモーターショーにて初公開。ベースモデル「A7 Sportback」のマイナーチェンジに準じてデザイン等が変更された。

#### 日本での販売
2012年7月6日、先行予約受付を開始。同年8月27日、販売開始。

2015年4月7日、マイナーチェンジモデルを同月21日より販売すると発表した。最高出力450psを発揮するツインターボ付き4.0LV型8気筒TFSIエンジンと7速Sトロニックを組み合わる。

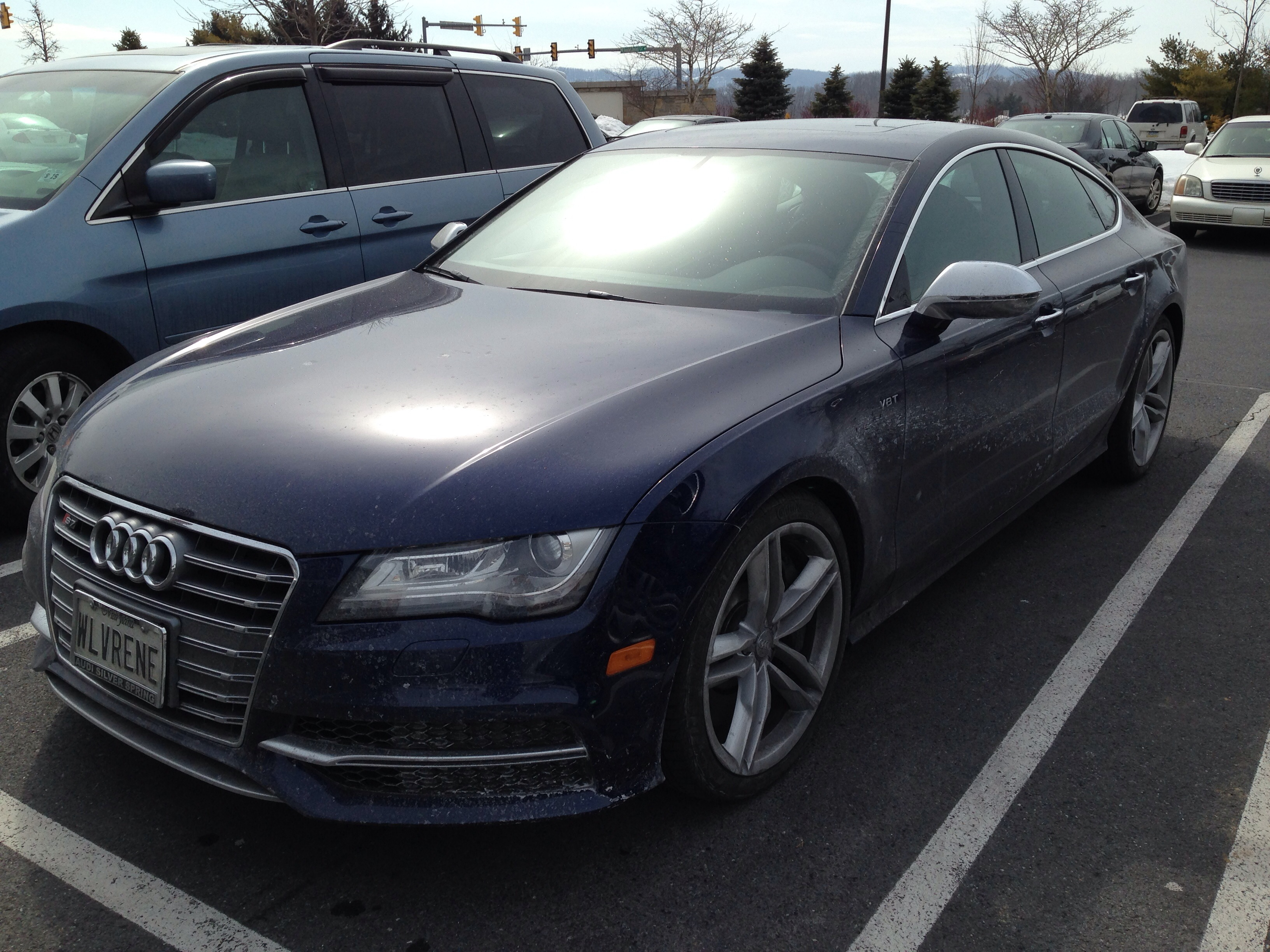
Audi S7 Sportback
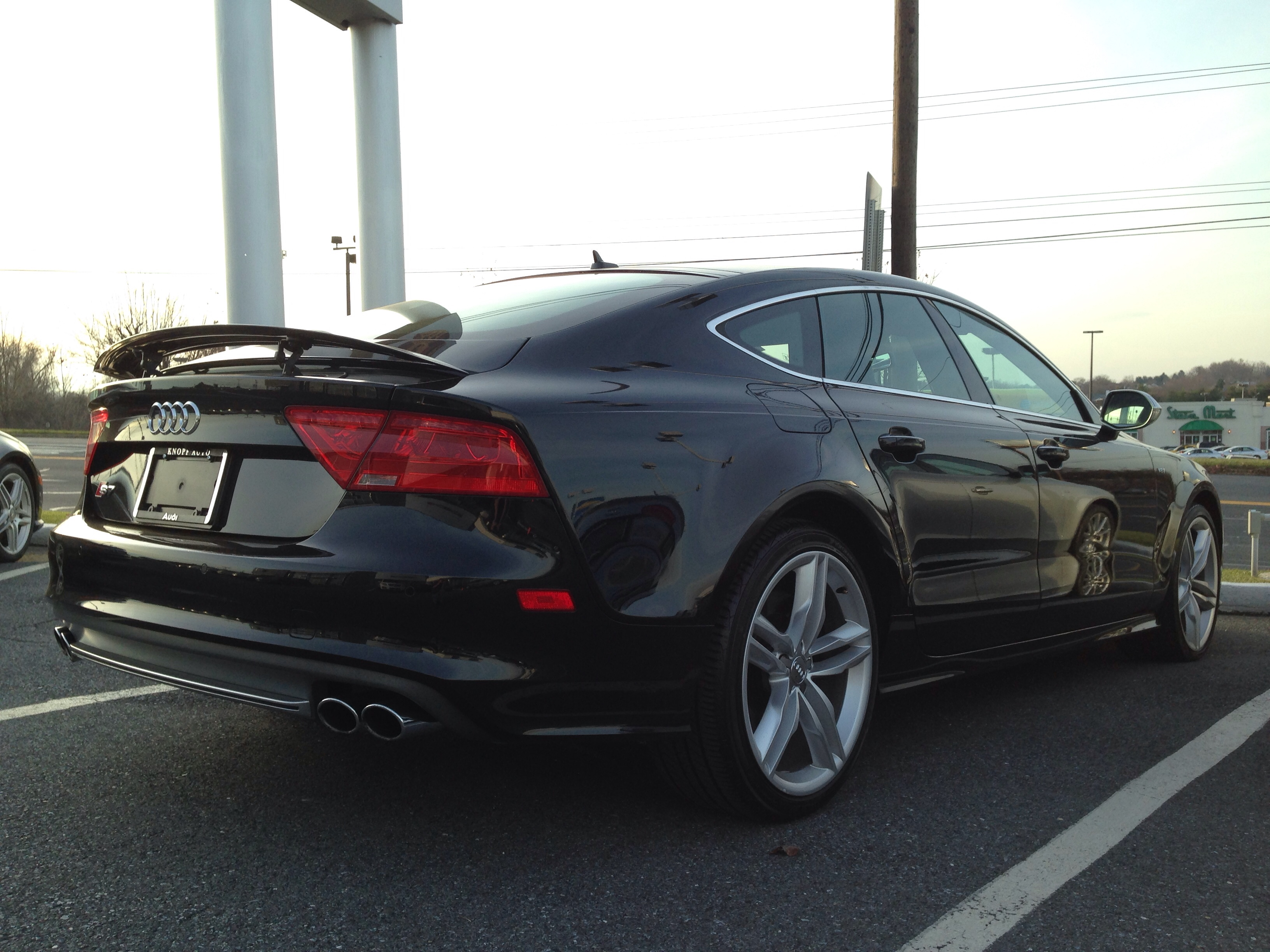
Audi S7 Sportback
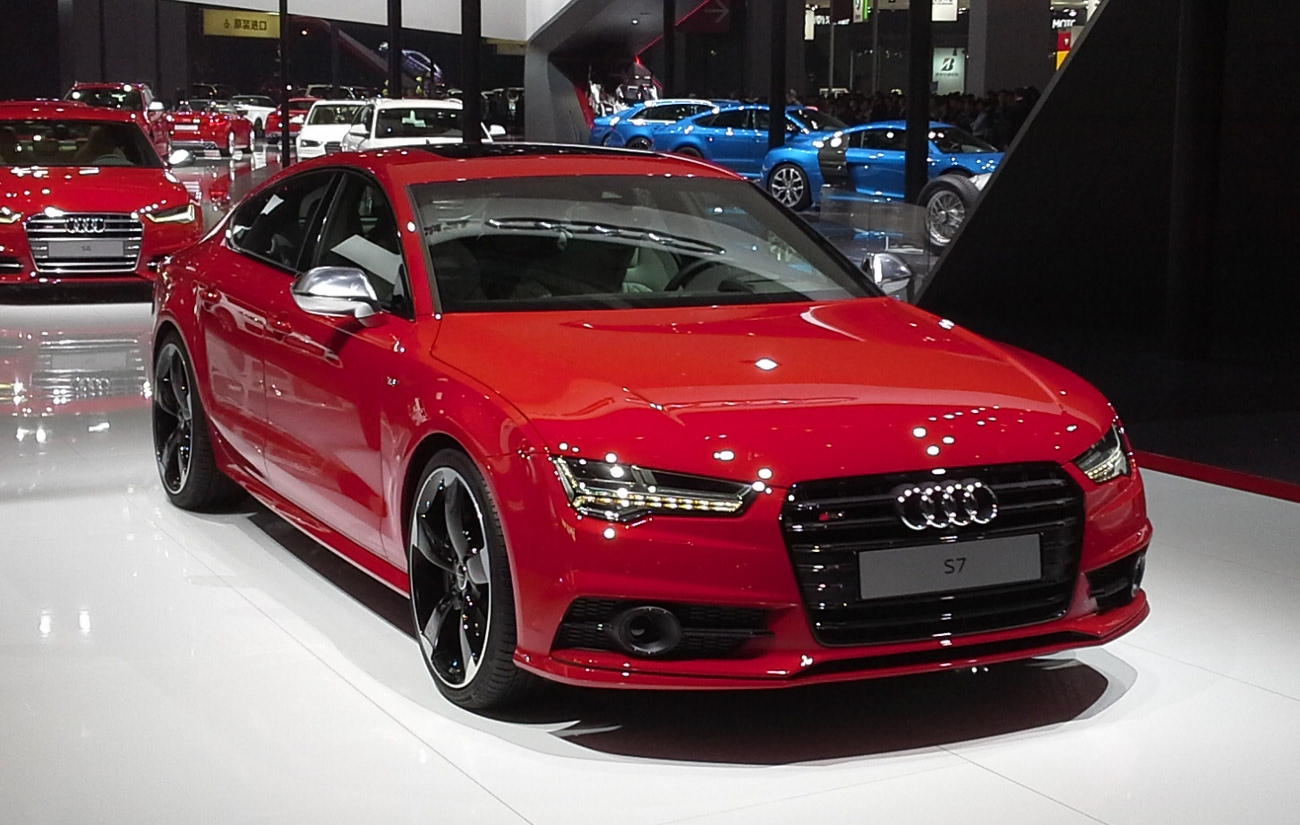
Audi S7 Sportback 改良型
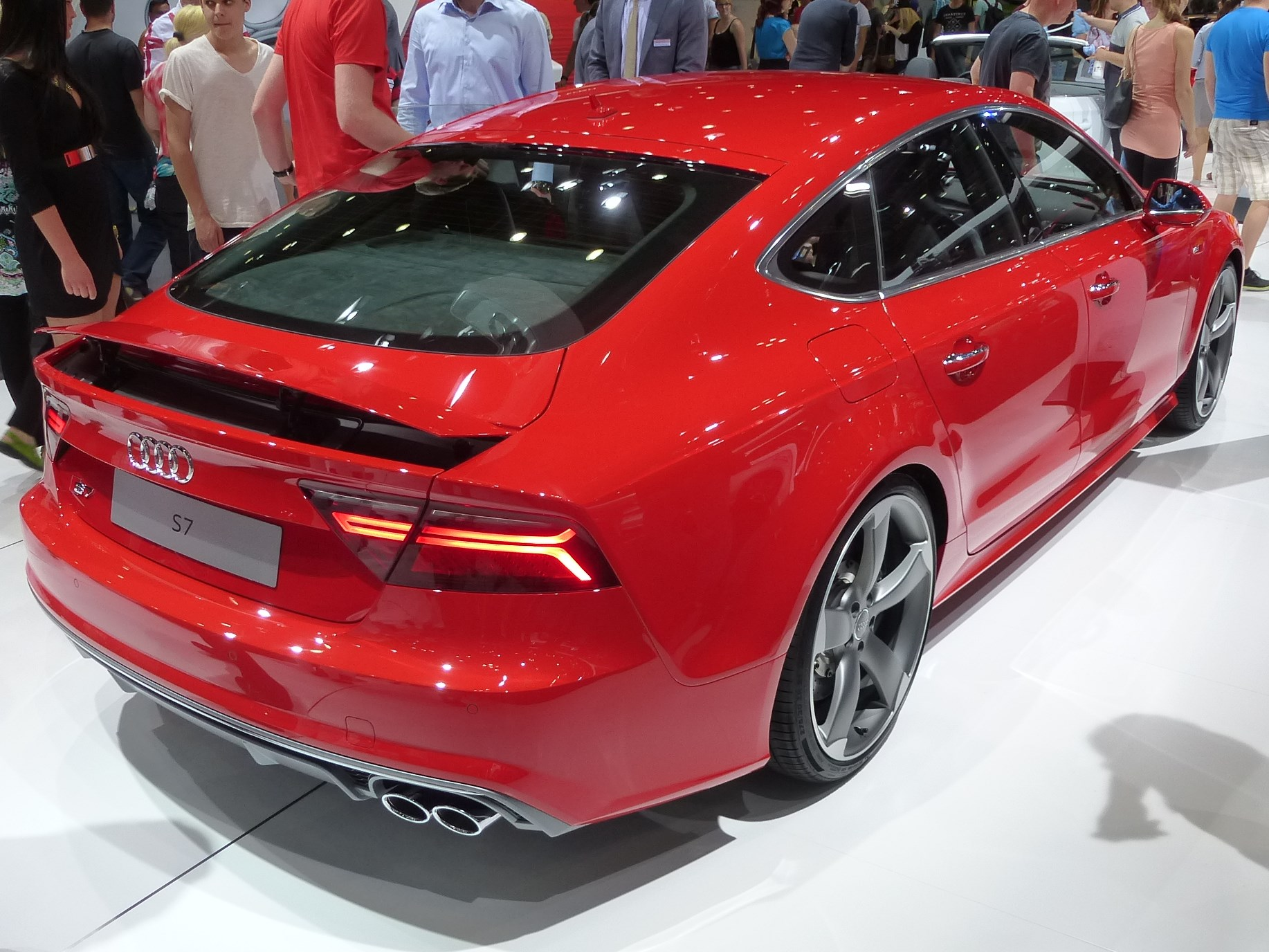
Audi S7 Sportback 改良型

## 2代目（2018年-）

### A7 Sportback
2017年10月19日、発表。パワートレインは最高出力340hpを発揮する3.0LV型6気筒ガソリンエンジン「TFSI」のみをラインナップする。トランスミッションは7速Sトロニック、駆動方式は4WDのクワトロ。また、48Vマイルドハイブリッドドライブシステム（MHEV）を搭載し、燃費性能を向上させた。エクステリアはシングルフレームグリルが大型化され、最新のアウディデザインが表現されている。

#### 日本での販売
2018年9月5日 - 日本仕様車を発表。9月6日に日本での販売を開始。導入されるのは、3.0LV型6気筒ターボを搭載する「55 TFSI quattro debut package」「55 TFSI quattro S-line」の2種類。また限定車「55 TFSI quattro 1st edition」「55 TFSI quattro S-line 1st edition」を計250台で販売する。
2020年1月22日、2.0L直列4気筒ガソリンターボと7速Sトロニックを組み合わせる「45 TFSI quattro」を追加。12Vマイルドハイブリッドシステムを搭載している。
2020年4月2日、2.0L直列4気筒ディーゼルターボと7速Sトロニックを組み合わせる「40 TDI quattro」を追加。12Vマイルドハイブリッドシステムを搭載している。
2022年10月27日、2018年11月27日～2019年5月18日に輸入した車両のアンチロールバーにおいて端部の加工工程が不適切だったため、端部に微小なひび割れが発生し、素材が損耗するものがあるとして、国土交通省にリコールを届け出た。

### S7 Sportback（2代目）
2019年5月27日、欧州にて発売。パワートレインは新たに3.0LV型6気筒直噴ディーゼルターボ「TDI」エンジンを搭載。最高出力349hp、最大トルク71.4kgmを発揮し、トランスミッションは8速ティプトロニック、駆動方式は4WDのクワトロ。その結果、0-100km/h加速は5.1秒、最高速度は250km/h（リミッター作動）を発揮する。また、48Vのマイルドハイブリッドを採用し、燃費性能を向上させた。

#### 日本での販売
2020年8月25日、2代目となる「S7 Sportback」を同年9月15日より発売すると発表した。最高出力450PS、最大トルク600Nmを発揮する2.9LV型6気筒直噴ターボエンジンに8速ティプトロニック、クワトロを組み合わせる。また、48Vマイルドハイブリッドドライブシステム（MHEV）を搭載し、低燃費を実現している。

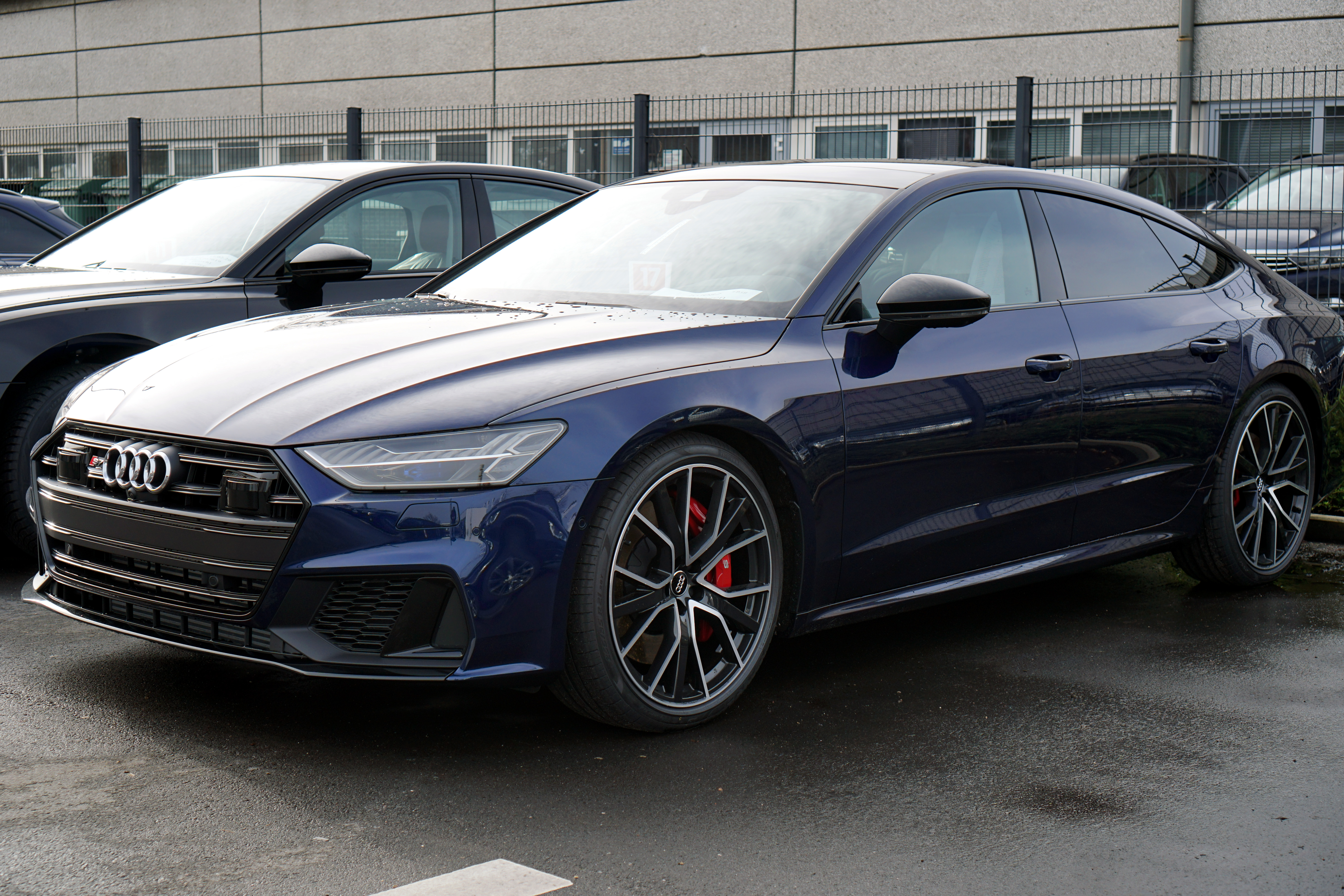
Audi S7 Sportback
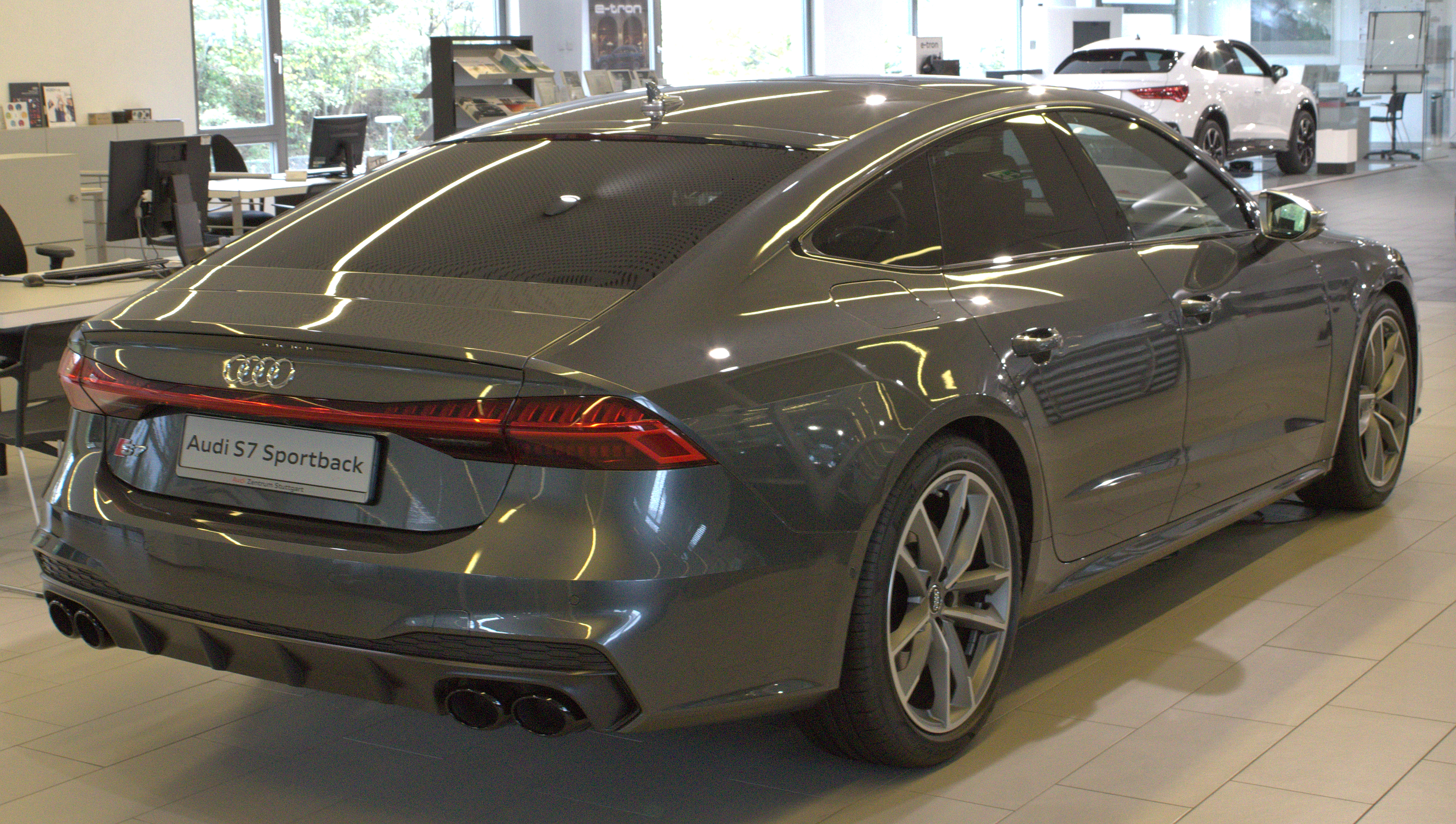
Audi S7 Sportback